# Otoba cyclobasis
Otoba cyclobasis är en tvåhjärtbladig växtart som beskrevs av T.S.Jaram. och Balslev. Otoba cyclobasis ingår i släktet Otoba och familjen Myristicaceae. Inga underarter finns listade i Catalogue of Life.